# روسیه و جنگ نیابتی ایران و اسرائیل
روسیه و جنگ نیابتی ایران و اسرائیل به سیاست خارجی روسیه در خاورمیانه از اوایل دههٔ ۲۰۰۰، در رابطه با درگیری نیابتی ایران و اسرائیل می‌پردازد.

## زمینه
پس از سال ۲۰۰۱، دولت ولادیمیر پوتین دخالت روسیه در منطقه را تشدید کرد و از برنامه هسته‌ای ایران حمایت کرد و ۷۳ درصد از بدهی ۱۳ میلیارد دلاری سوریه را بخشید.

میخائیل مارگلوف، رئیس شورای روابط خارجی فدراسیون روسیه، در مقالهٔ خود در ۱۰ سپتامبر ۲۰۰۴، با عنوان "افق‌های خاورمیانه سیاست خارجی روسیه: روسیه به یکی از مناطق کلیدی جهان بازگشته است" نوشته‌است:
رئیس‌جمهور پوتین خواستار تجدید تماس با کشورهایی شد که روسیه با آن‌ها روابط دوستانهٔ طولانی‌مدت داشته و منابع مادی و معنوی زیادی را سرمایه‌گذاری کرده‌است. کشورهای عربی بخش بزرگی از این کشورها را تشکیل می‌دهند.

## جدول زمانی

### مذاکرات روسیه و حماس، ۲۰۰۶
مذاکرات روسیه و حماس در سال ۲۰۰۶ در دیدار ۳ مارس ۲۰۰۶ سرگئی لاوروف، وزیر امور خارجه روسیه با خالد مشعل، رهبر حماس برای بحث در مورد آیندهٔ روند صلح اسرائیل و فلسطین، آغاز شد. حماس در فهرست سازمان‌های تروریستی استرالیا، کانادا، اتحادیه اروپا، اسرائیل، ژاپن، بریتانیا، و ایالات متحده قرار دارد و فعالیت آن در اردن ممنوع است. اما به نوشتهٔ یک روزنامه‌نگار کمرسانت، ولادیمیر پوتین رئیس‌جمهور روسیه، حماس را یک سازمان تروریستی نمی‌داند.
چشم‌انداز مشروعیت دادن به حماس، خشم برخی مقامات اسرائیلی را برانگیخته بود. مایر شیتریت، وزیر کابینه اسرائیلی، پوتین را به «خنجر زدن از پشت به اسرائیل» متهم کرد. پس از ارتباط ایهود اولمرت، نخست‌وزیر موقت اسرائیل با پوتین، موضع اسرائیل در این رابطه تا حدودی نرم شد.
مشعل در مصاحبه‌ای با یک نشریهٔ روسی که در ۱۳ فوریهٔ ۲۰۰۶ منتشر شد، گفت که حماس در صورت به‌رسمیت شناختن "مرزهای ۱۹۶۷" و عقب‌نشینی خود از تمام "سرزمین‌های فلسطینی" (از جمله کرانه باختری و بیت‌المقدس شرقی) به‌طور موقت مبارزهٔ مسلحانه علیه اسرائیل را متوقف خواهد کرد). او از پذیرش نقشه راه صلح که توسط گروه چهار خاورمیانه در ژوئن ۲۰۰۳ پذیرفته شد، امتناع کرد و مدعی شد که "زیرا هیچ‌کس به آن احترام نمی‌گذارد." این نقشهٔ راه تأسیس یک کشور مستقل فلسطینی را در سال ۲۰۰۵ پیش‌بینی می‌کرد.
پس از پیروزی حماس در انتخابات فلسطین، اتحادیهٔ اروپا در ژانویهٔ ۲۰۰۶، اعلام کرد که کمک‌های آتی به فلسطینی‌ها با «سه اصل» که توسط جامعهٔ بین‌المللی ترسیم شده‌است، مرتبط است:
- حماس باید خشونت را کنار بگذارد
- حماس باید حق موجودیت اسرائیل را به رسمیت بشناسد
- حماس باید حمایت صریح خود را از روند صلح خاورمیانه، همان‌طور که در پیمان اسلو مشخص شده‌است، ابراز کند.

لاوروف در جریان مذاکرات مارس ۲۰۰۶ از حماس خواست تا به تعهدات قبلی امضاشده توسط سازمان آزادی‌بخش فلسطین پایبند باشد و این سه شرط را تکرار کرد اما حماس نپذیرفت.
روسیه در ۷ مارس ابراز امیدواری کرد که حماس از نقشه راه صلح و صلح پیشنهادی عربستان سعودی حمایت کند، اما این موضوع محقق نشد. سخنگوی اسرائیل تصریح کرد: آن‌ها (حماس) هیچ‌یک از این اصول را نپذیرفتند… بنابراین نمی‌دانم خوش‌بینی آن‌ها (روسیه) از کجا ناشی می‌شود.
محمود عباس، رئیس تشکیلات خودگردان فلسطین گفت که با ایجاد یک کشور فلسطینی با مرزهای موقت و عقب‌نشینی یک‌جانبهٔ اسرائیل، مخالفت خواهد کرد.
این رخدادها و گفتگوها، جنجالی به پا کرد که در آن نیات روسیه در تغییر دیدگاه خود نسبت به مناقشه اسرائیل و فلسطین در غرب زیر سؤال رفت.

### کمک‌های فنی، نظامی و دیپلماتیک روسیه به ایران
در حال حاضر، این نگرانی وجود دارد که اسرائیل به‌طور پیشگیرانه به ایران حمله کند، زیرا برنامه هسته‌ای ایران می‌تواند در نهایت برای تولید جنگ‌افزار هسته‌ای و تهدید امنیت اسرائیل، مورد استفاده قرار گیرد. روسیه به برنامه هسته‌ای ایران کمک فنی می‌کند، به ایران جنگ‌افزار می‌دهد و از آن در سازمان ملل حمایت دیپلماتیک می‌کند.
در ژانویهٔ ۲۰۰۷، مقامات اسرائیلی «نگرانی شدید» خود را در مورد فروش موشک‌های ضدهوایی پیشرفتهٔ روسیه به ایران ابراز کردند. آن‌ها هشدار دادند: «امیدواریم آن‌ها متوجه شوند که این تهدیدی است که می‌تواند به آن‌ها نیز برگردد.»
پیش از سفر نخست‌وزیر ایهود اولمرت به روسیه، کابینهٔ اسرائیل به ادعای روسیه دربارهٔ صحن سرگئی در مرکز اورشلیم رأی مثبت داد. روسیه از طرف کلیسای ارتدکس روسیه ادعای مالکیت این مکان را که به نام پسر یک تزار روسیه نام‌گذاری شده‌است، مطرح کرد. کابینهٔ اسرائیل در یک طرح پیشنهادی پیش از سفر اولمرت، به رسمیت شناختن ادعای مالکیت روسیه در اورشلیم را تأیید کرد. اولمرت گفت که از مسکو می‌خواهد که سلاح‌های پیچیده را به دشمنان اسرائیل نفروشد. ایران علاقه‌مند به خرید موشک‌های ضدهوایی است که می‌تواند هرگونه حملهٔ نظامی علیه برنامه هسته‌ای این کشور را دشوار کند. اسرائیل همچنین نگران بود که مسکو همان سیستم دفاع موشکی را به سوریه بفروشد. سوریه که از چریک‌های حزب‌الله لبنان که در سال ۲۰۰۶ در لبنان با اسرائیل جنگیدند، حمایت می‌کند، ظاهراً درخواست خرید آن‌ها را نیز کرده‌است. روسیه این گزارش‌ها را تأیید نکرده‌است. اما سرگئی لاوروف، وزیر امور خارجه روسیه، گفت که دولت او آمادهٔ فروش تسلیحات به سوریه با «ماهیت دفاعی» است. اسرائیل مدعی است که موشک‌های فروخته‌شدهٔ روسی به سوریه در جنگ سال ۲۰۰۶ به دست حزب‌الله افتاده‌است، هرچند روسیه را به تسلیح مستقیم این گروه چریکی متهم نکرده‌است. پس از چهار دهه خصومت جنگ سرد، روابط بین مسکو و اسرائیل پس از فروپاشی اتحاد جماهیر شوروی در سال ۱۹۹۱ به‌طور قابل توجهی بهبود یافت. اسرائیل همچنین خانهٔ بیش از ۱ میلیون مهاجر از شوروی است.
موضع مسکو در قبال ایران و فروش تسلیحات به سوریه و همچنین فروش تسلیحات اسرائیلی به گرجستان به ظاهر روابط اسرائیل و روسیه را تیره کرد. در واقع، در حالی‌که روسیه در اوت ۲۰۰۸ به گرجستان حمله کرد، روس‌ها پیشاپیش به اسرار ارتباطی پهپادهای اسرائیلی فروخته‌شده به گرجستان دسترسی داشتند، که نشان می‌دهد همکاری نظامی از پیش برنامه‌ریزی‌شده بین روسیه و اسرائیل، در جریان بوده‌است.

### ارتباط روسیه با حزب‌الله
سازمان‌های اطلاعاتی روسیه پیشینهٔ تماس با سازمان‌های شیعهٔ لبنان، مانند جنبش امل و حزب‌الله را دارند. سلاح‌های ضدتانک ساخت روسیه نقش مهمی در عملیات حزب‌الله علیه نیروهای دفاعی اسرائیل در طول سال‌های گذشته ایفا کردند. در جریان جنگ اسرائیل و لبنان ۲۰۰۶ ادعا شده بود که «راکت‌های ایرانی فجر-۱ و فجر-۳، موشک‌های ضدتانک روسی 9M113 و موشک‌های ضدتانک کورنت» از طریق سوریه و ایران برای حزب‌الله ارسال شده‌است. گروه‌های مسلمان اداره اصلی اطلاعات روسیه از چچن به‌طور مستقل از نیروهای حافظ صلح سازمان ملل مستقر در لبنان برای محافظت از مهندسان نظامی روسی (که برای بازسازی جاده‌های آسیب‌دیده به لبنان اعزام شده‌بودند) و «به منظور بهبود تصویر مسکو در جهان عرب و اسلام» به لبنان فرستاده شدند.

## فهرست روسیه از گروه‌های تروریستی
فهرست روسی تروریسم بین‌المللی که در روزنامهٔ رسمی روسیسکایا گازتا در ۲۸ ژوئیهٔ ۲۰۰۶ منتشر شد شامل ۱۷ گروه تروریستی بود. این گروه شامل القاعده، طالبان، لشکر طیبه و اخوان المسلمین و همچنین گروه‌هایی بود که با شبه‌نظامیان جدایی‌طلب در چچن و تندروهای اسلامی در آسیای مرکزی مرتبط بودند اما حماس و حزب‌الله از فهرست، حذف شده بودند. یوری ساپانوف، مقام ارشد سرویس امنیت فدرال روسیه که مسئول مبارزه با تروریسم بین‌المللی است، گفت که این فهرست «فقط شامل سازمان‌هایی است که بزرگ‌ترین تهدید برای امنیت کشور ما هستند.»

## روابط نظامی و دیپلماتیک روسیه با اسرائیل
رئیس‌جمهور روسیه ولادیمیر پوتین با رهبران اسرائیل و تشکیلات خودگردان ملی فلسطین در جریان بازدید از منطقه در ژوئن ۲۰۱۲ ملاقات کرد در طول این بازدید، یکی از میزبانان برجستهٔ اسرائیلی، آویگدور لیبرمن، وزیر امور خارجه این کشور بود که به‌دلیل محبوبیتش در میان جامعه بزرگ روسی-اسرائیلی‌ها شهرت داشت. مفسران عرب نیز به سرعت به چگونگی این دیدار اشاره کردند.
روسیه در سال ۲۰۱۷ بیت‌المقدس غربی را به‌عنوان پایتخت اسرائیل به رسمیت شناخت. بر پایهٔ گزارش الجزیره، رویکرد مسکو در قبال مناقشهٔ اسرائیل و فلسطین، حمایت از هر دو طرف درگیری به‌طور همزمان است.